# Now Voyager (álbum)
Now Voyager é o primeiro álbum solo de Barry Gibb, lançado em 1984.

## Faixas
| Lado A |                                                            |                                         |         |  |
| N.º    | Título                                                     | Compositor(es)                          | Duração |  |
| 1.     | "I Am Your Driver"                                         | Barry Gibb, George Bitzer, Maurice Gibb | 4:45    |  |
| 2.     | "Fine Line"                                                | Barry Gibb, George Bitzer               | 5:08    |  |
| 3.     | "Face to Face" (participação especial: Olivia Newton-John) | Barry Gibb, Maurice Gibb, George Bitzer | 4:16    |  |
| 4.     | "Shatterproof"                                             | Barry Gibb                              | 4:00    |  |
| 5.     | "Shine Shine"                                              | Barry Gibb, Maurice Gibb, George Bitzer | 4:42    |  |

| Lado B         |                          |                                                     |         |  |
| N.º            | Título                   | Compositor(es)                                      | Duração |  |
| 6.             | "Lesson in Love"         | Barry Gibb, Maurice Gibb, George Bitzer             | 3:52    |  |
| 7.             | "One Night (for Lovers)" | Barry Gibb, George Bitzer                           | 4:14    |  |
| 8.             | "Stay Alone"             | Barry Gibb, George Bitzer                           | 3:52    |  |
| 9.             | "Temptation"             | Barry Gibb, George Bitzer, Maurice Gibb             | 3:33    |  |
| 10.            | "She Says"               | Barry Gibb                                          | 4:07    |  |
| 11.            | "The Hunter"             | Barry Gibb, Maurice Gibb, George Bitzer, Robin Gibb | 4:26    |  |
| Duração total: | Duração total:           | Duração total:                                      | 46:55   |  |

## Formação
Todas as informações retiradas do site Gibb Songs.